# Union rom de Serbie
L’Union rom de Serbie (en serbe Унија Рома Србије) est un parti politique serbe qui représente la minorité rom.
Dirigée par le Dr Rajko Đurić, elle a obtenu 17 128 voix (0,42 %) et un député, le docteur Duric, aux élections législatives serbes du 21 janvier 2007, député qu'elle a ensuite perdu aux législatives anticipées de 2008 (4 732 voix, 0,11 %).